# Andrzej Trochanowski

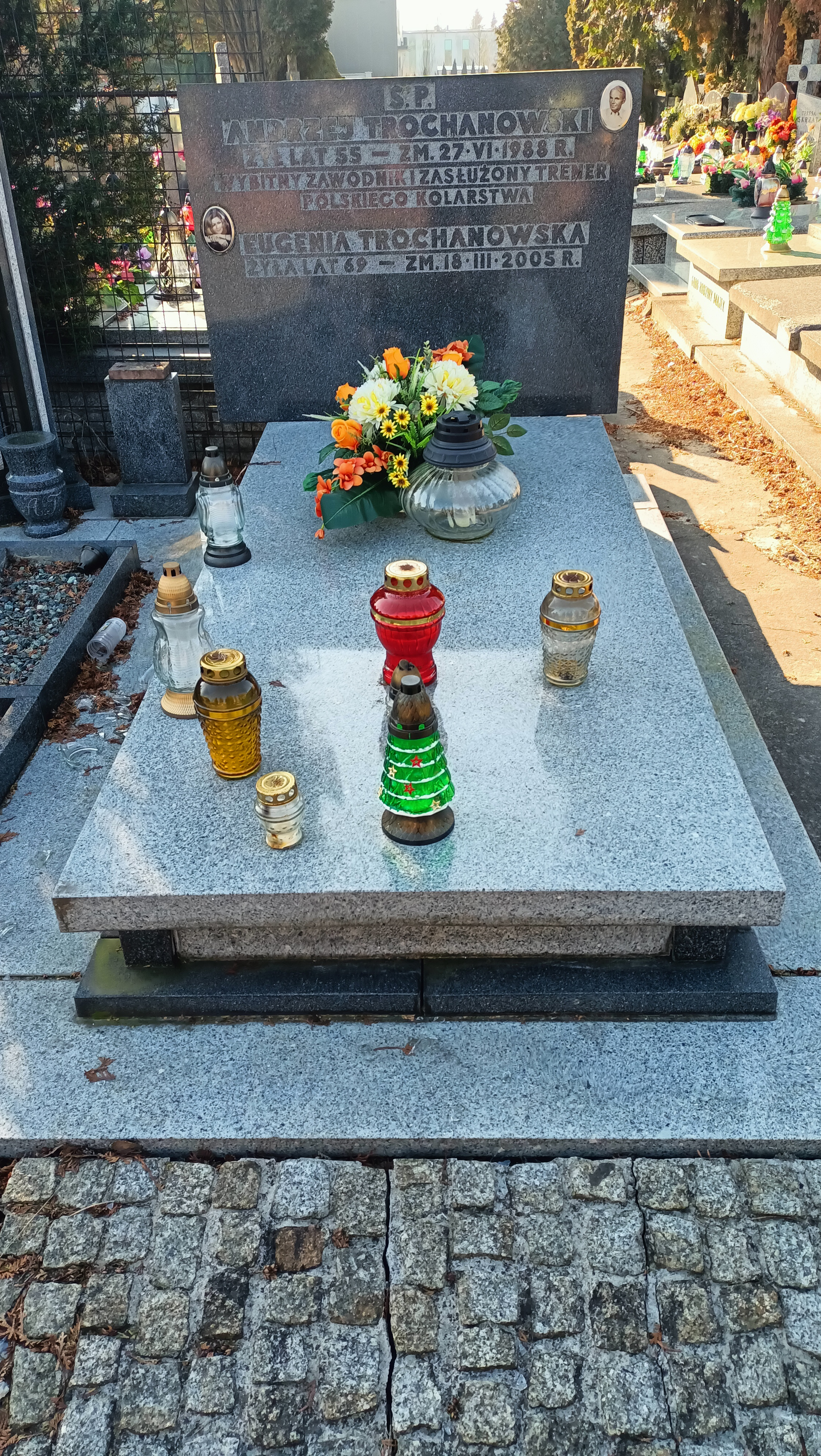
Grób Andrzeja Trochanowskiego na cmentarzu w Pyrach

Andrzej Trochanowski (ur. 7 października 1932 w Warszawie, zm. 27 czerwca 1988) – polski kolarz i trener kolarstwa; jako zawodnik mistrz Polski; wybrany przez „Przegląd Sportowy” trenerem roku 1979 (razem ze Zbigniewem Rusinem).

## Życiorys

### Zawodnik
Kolarstwo rozpoczął trenować w klubie LZS Jelonki, ale przez niemal całą karierę sportową związany był z Legią Warszawa, gdzie jego trenerami byli Józef Kapiak i Zygmunt Wisznicki. Był pięciokrotnie mistrzem Polski – dwukrotnie indywidualnie w wyścigu szosowym (1956 i 1957), dwukrotnie w szosowym wyścigu drużynowym na 100 km w barwach Legii (1958 i 1960) oraz raz w przełajach (1958). Dwukrotnie zdobywał też srebrny medal w szosowym wyścigu drużynowym (1959 i 1961). W 1957 startował bez sukcesu w mistrzostwach świata w szosowym wyścigu indywidualnym (zajął 52. miejsce). Karierę sportową zakończył w 1964.

### Trener
Od 1964 był trenerem kolarstwa w Legii Warszawa, jego specjalnością były wyścigi drużynowe na 100 km. W tej konkurencji jego zawodnicy zdobywali 18 razy mistrzostwo Polski w latach 1966–1986 (z wyjątkiem 1970, 1975, 1976). Wśród nich byli m.in. Kazimierz Jasiński, Marian Kegel, Zenon Czechowski, Krzysztof Stec, Zbigniew Krzeszowiec, Stanisław Szozda, Jan Brzeźny, Jan Faltyn, Janusz Kowalski, Czesław Lang, Zbigniew Szczepkowski, Lechosław Michalak, Witold Plutecki, Stefan Ciekański, Marek Leśniewski, Sławomir Krawczyk, Zbigniew Ludwiniak, Marek Kulesza. W latach 70. odpowiadał równocześnie za przygotowanie polskiej kadry szosowej do występów na mistrzostwach świata w wyścigu drużynowym na 100 km. Współpracował wówczas z trenerami kadry narodowej Henrykiem Łasakiem, Wojciechem Walkiewiczem i Zbigniewem Rusinem. Polska drużyna zdobyła w ww. konkurencji dwukrotnie mistrzostwo świata (1973 i 1975), wicemistrzostwo (1979) oraz dwukrotnie brązowy medal mistrzostw (1971 i 1977), a także dwukrotnie wicemistrzostwo olimpijskie (1972 i 1976). W 1979 został wybrany trenerem roku przez „Przegląd Sportowy”. Zmarł po ciężkiej chorobie. Od 1989 organizowany jest wyścig kolarski poświęcony jego pamięci – Memoriał Andrzeja Trochanowskiego.